# Croix de chemin de Bans
La croix de chemin de Bans est une croix de chemin datant du XVIe siècle situé à Bans dans le Jura en France. Elle est classée au titre des monuments historiques depuis 1907.